# Rivière Lafleur
La rivière Lafleur, parfois appelée rivière à la Fleur, est un cours d'eau de l'île d'Orléans situé entre la rivière Maheu et le village de Saint-Jean-de-l'Île-d'Orléans. Son cours est exclusivement dans la municipalité de Saint-Jean-de-l'Île-d'Orléans, dans la municipalité régionale de comté (MRC) de L'Île-d'Orléans, dans la région administrative de la Capitale-Nationale, dans la province de Québec, au Canada.
Elle se déverse dans une petite rade dans le fleuve Saint-Laurent. Celle-ci a longtemps offert en son embouchure un abri aux embarcations de pêche échouées à mer basse.
La partie inférieure de cette petite vallée est desservie par le chemin Royale (route 368) qui longe la rive sud-est de l'Île-d'Orléans. L'agriculture constitue la principale activité économique de la partie supérieure de cette vallée.
La surface de la rivière Lafleur est généralement gelée du début de décembre jusqu'à la fin de mars ; toutefois la circulation sécuritaire sur la glace se fait généralement de la mi-décembre à la mi-mars. Le niveau de l'eau de la rivière varie selon les saisons et les précipitations ; la crue printanière survient en mars ou avril.

## Géographie
La rivière Lafleur prend naissance dans les marais Les Savanes (altitude : 68 m), à la limite de la zone forestière et de la zone agricole, dans Saint-Jean-de-l'Île-d'Orléans. Cette source est située à 0,34 km au sud-ouest de la route du Mitan, à 4,9 km au sud-est du chenal de l'Île d'Orléans et à 3,4 km au nord-est de la rive du fleuve Saint-Laurent (chenal des Grands Voiliers).
À partir de cette source, le cours de la rivière Lafleur descend sur 5,2 km, avec une dénivellation de 64 m, selon les segments suivants :
- 2,9 km vers le sud-ouest en suivant plus ou moins la limite de la zone forestière dans Saint-Jean-de-l'Île-d'Orléans, puis généralement en zone agricole en fin de segment, jusqu'à un coude de rivière ;
- 2,3 km vers le sud généralement en zone agricole, jusqu'à son embouchure[3].

La rivière Lafleur se déverse au fond d'une petite rade (longueur : 0,5 km à marée basse), dans le hameau Rivière Lafleur dans Saint-Jean-de-l'Île-d'Orléans. Le pont de la route 368 enjambe la rivière Lafleur près de son embouchure. Cette rade dont le grès d'environ 0,3 km à marée basse, est rattachée au Chenal des Grands Voiliers dont la largeur est de 3,3 m à cet endroit. Ce chenal est traversé par le fleuve Saint-Laurent.

## Toponymie
Le toponyme rivière Lafleur évoque le patronyme d'un habitant d'ascendance français du nom de Dumont dit Lafleur, lequel possédait en 1681 une terre dans ce secteur de Saint-Jean-de-l'Île-d'Orléans, au sud-est de l'île. Le nom de la rivière Lafleur parait sur la carte de Villeneuve de 1689, sous la graphie Rivière à la Fleur.
Le plan de 1709 de Gédéon de Catalogne comporte plutôt la désignation de "Ruiso à la Fontaine" pour identifier ce cours d'eau. Puis, la désignation d'origine du cours d'eau revient en vigueur avec une graphie évolutive selon les auteurs : "rivière La Fleur" selon Le géographe Joseph Bouchette (1831) ; "rivière Lafleur" selon le Dictionnaire des rivières et lacs de la province de Québec de 1914 ; "rivière à la Fleur" selon le Répertoire géographique du Québec de 1969 et finalement "rivière Lafleur" en 1978 selon le Répertoire toponymique du Québec édité par la Commission de toponymie.
La graphie actuelle du toponyme est officialisée le 28 mars 1974 à la Banque de noms de lieux de la Commission de toponymie du Québec.